# Lágrimas negras (álbum)
Lágrimas negras es un álbum de 2003 del pianista, director de orquesta, compositor y arreglista cubano Bebo Valdés y el cantante de flamenco español Diego el Cigala. "Lágrimas negras" es una fusión de ritmos cubanos y voces flamencas, producida por el compositor, productor y guitarrista español Javier Limón, y el editor de libros, guionista, director de cine y productor español Fernando Trueba. Fue editado por Calle 54 Records y BMG Music Spain.

## Antecedentes
Durante su carrera, Bebo Valdés (nacido Ramón Emilio Valdés Amaro, el 9 de octubre de 1918), uno de los fundadores del jazz latino y pionero en llevar ritmos sagrados afrocubanos a la música dance popular, ganó siete premios Grammy: dos por "El arte del sabor" (2002), uno para "Lágrimas negras", y dos para "Bebo de Cuba" en 2006 (en las categorías de "Mejor Álbum Tropical Tradicional" y "Mejor Álbum de Jazz Latino").
Su última producción musical fue grabada con su hijo: "Bebo y Chucho Valdés: Juntos para siempre" (2008), ganador del Premio Grammy al Mejor Álbum de Jazz Latino en el 52.º Grammy Awards en 2010; también ganaron el Grammy Latino de 2009 en el mismo campo.
Valdés pasó sus últimos años en Málaga, España, antes de regresar a su casa en Estocolmo unas semanas antes de su muerte. Después de haber estado sufriendo de Alzheimer, muere en Estocolmo el 22 de marzo de 2013.

## Lista de canciones
| N.º | Título                                       | Música               | Escritor(es)                        | Duración |  |
| 1.  | «Inolvidable»                                |                      | Julio Gutiérrez                     | 3:20     |  |
| 2.  | «Veinte años»                                |                      | María Teresa Vera                   | 4:03     |  |
| 3.  | «Lágrimas negras»                            |                      | Miguel Matamoros                    | 5:31     |  |
| 4.  | «Nieblas de riachuelo»                       | Juan Carlos Cobián   | Enrique Cadícamo                    | 3:07     |  |
| 5.  | «Corazón loco»                               |                      | Richard Dannenberg                  | 3:54     |  |
| 6.  | «Se me olvidó que te olvidé»                 |                      | Lolita de la Colina                 | 3:15     |  |
| 7.  | «Vete de mí»                                 |                      | Homero Expósito Virgilio Expósito   | 2:56     |  |
| 8.  | «La bien pagá»                               | Juan Mostazo         | Ramón Perelló                       | 8:58     |  |
| 9.  | «Eu sei que vou te amar / Coraçao vagabundo» | Antonio Carlos Jobim | Vinicius de Moraes / Caetano Veloso | 4:19     |  |

## Personal
- Bebo Valdés — piano
- Diego el Cigala — vocales
- Diego el Cigala & Caetano Veloso — vocales [Tema 9]

### Músicos invitados
- Javier Colina — contrabajo [Tema 1,2,3,4,5,6,8 & 9]
- Rickard Valdés — cajón [Tema 1]
- Israel Porrina "Piraña" — cajón [Temas 2, 3, 5, 6 & 8]
- Paquito D'Rivera — saxofón alto [Tema 3]
- Tata Güines — congas [Tema 3]
- Pancho Terry — shekere [Tema 3]
- Changuito — timbales [Tema 3]
- Federico Britos — violín [Tema 4]
- "Niño Josele" (Juan José Heredia) — guitarra [Tema 5]
- Milton Cardona, Pedrito Martínez, Orlando "Puntilla" Ríos — coros [Tema 8]

### Producción y diseño
Coordinador [Coordinación de producción en Nueva York]: Derek Kwan, Todd Barkan

Productor ejecutivo: Fernando Trueba, Nat Chediak

Masterizado por: Alan Silverman

Fotografía por: Guillermo Rodríguez

Fotografía por [Making Of]: Carlos Carcass

Productor: Fernando Trueba, Javier Limón

Grabado por [Adicional en Avatar Studios, Nueva York]: Jim Anderson

Grabado por [Adicional en Criteria - The Hit Factory, Miami]: Eric Schilling

Grabado por [Adicional en Musiquina, Madrid]: Javier Limón

Grabado por [Asistente], Mezclado por [Asistente]: Guillaume Cora

Grabado y mezclado por Pepe Loeches